# 文革大屠杀 (书籍)
《文革大屠杀》，是文革史学家宋永毅编著的一本学术著作，胡绩伟、徐友渔作序。该著作于2002年由香港开放出版社出版，收集并分析了中华人民共和国“文化大革命”期间（1966-1976年）的一系列大屠杀事件。

## 简介
作者出生于上海，文化大革命期间曾加入红卫兵，于1989年赴美国留学，1999年8月赴中国大陆收集文革资料，但被北京安全局拘捕。在国际压力下，作者于2000年1月获中国官方释放返美，并于2002年出版《文革大屠杀》一书。 
该书记录了北京“红八月”期间的“大兴县惨案”和“大红罗厂南巷二十号惨案”、“青海二二三事件”、“内蒙古人民革命党大血案”、“湖南道县大屠杀”、“云南沙甸事件”，以及广西文革屠杀中的“宾阳惨案”和四二二屠杀。

## 书评
- 前人民日报社社长、总编辑胡绩伟（书序作者）：《文革大屠杀》记录了“文革时期”这个集权专制统治下的种种暴行，若干触目惊心的事实真相被揭露出来，详实地公诸于众。这事实的揭露，在全面评价毛泽东功过的天秤上，在“过”的这边，又增加了一个砝码。... 正如宋先生的序言中所说的：“简言之，文革中的屠杀和暴力，大都是一种国家机器的行为，即政权对公民的直接杀戮。”说得很对！这些都是毛泽东领导下的“无产阶级对资产阶级的大革命行动”。[1]
- 中国社会科学院哲学研究所研究员徐友渔（书序作者）：宋永毅君主编的《文革大屠杀》一书将中国当代史中最残暴惨烈、令人不忍猝读，同时又被掩盖的一页展现在读者面前，就宋君而言，这是对中国史学和历史本身的一个贡献，对大陆的中国人而言，这是一个重新审视民族的罪孽和良知的契机。[1]
- 前香港《动向》杂志主编、前《世界经济导报》记者张伟国[8]：《文革大屠杀》一书提供的许多案例证明了中共专制才是真正的罪魁祸首，所以它也在客观上揭示了中共阻止文革研究的真正原因。... 海外的言论出版自由环境，也让许多在国内无法出版的文革研究著作得以问世，《文革大屠杀》可能是最新的一本了。... 但愿《文革大屠杀》的出版能敲响中国重生的警钟，而不要成为中国毁灭的祭奠。[4]

- 作家胡平：提起文革中的政治迫害，不少人，尤其是没有经历过文革的年青人和海外人士，包括一些西方学者，他们总以为文革的受害者主要是当年养尊处优的中共官僚和待遇不错的知识分子，《文革大屠杀》这本书告诉我们，在文革中遭受屠杀和其他形式虐待迫害的，首先是中共掌权十七年来生活悲惨、地位低下的人，也就是被划成“阶级敌人”的各类人以及他们的子女。这对于纠正某些有关文革的片面了解是非常重要的。这对于驳斥一些所谓“新左派”对文革的肆意曲解也是非常重要的。... 古人曰：“知耻近乎勇”。我相信，认识阅读这本《文革大屠杀》能够激起我们正视历史的勇气。唯有敢于正视历史，我们才能超越历史。[2]